# San Bartolomeo (Mailand)

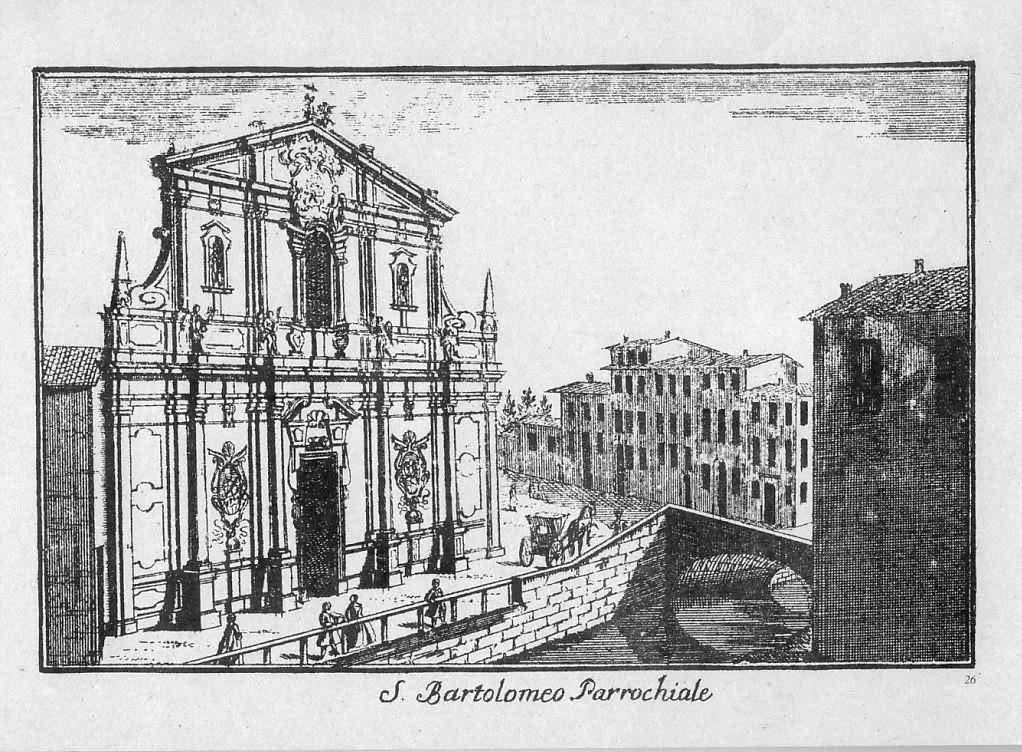
Die Kirche San Bartolomeo in einem Druck aus dem 17. Jahrhundert

Die Kirche San Bartolomeo war ein katholisches Gotteshaus in Mailand, an der heutigen Piazza Cavour. Die Kirche, die in ihrer ursprünglichen Form aus dem 11. Jahrhundert stammte, wurde 1861 abgerissen.

## Geschichte und Beschreibung
Die ursprüngliche Kirche San Bartolomeo existierte bereits im 11. Jahrhundert. Sie befand sich in der Nähe des Naviglio an der Kreuzung von Via Manzoni und Via Fatebenefratelli mit der heutigen Piazza Cavour, gegenüber der mittelalterlichen Porta Nuova. Über ihre Gestalt vor dem 16. Jahrhundert ist nur wenig bekannt, dank der Erweiterungsanordnungen der Erzbischof-Kardinäle Karl Borromäus und Federico Borromeo, die Francesco Maria Richini mit dem Umbau beauftragten. Wie diese Kirche ausgesehen haben mag, zeigt eine Abbildung aus dem 18. Jahrhundert, die einem Stich von Marc’Antonio Dal Re entstammt. 
Die Kirche ohne Kunstwerke und Andachtsgegenstände wurde bald zum Ziel der Aristokratie der Stadt. Die Gräfin Teresa Gordone Serbelloni schenkte 1683, wenige Monate nach dem Sieg über die Türken bei Wien, der Kirche San Bartolomeo eine Ikone der Madonna del Buon Aiuto, Kopie eines Originals, das Lucas Cranach dem Älteren zugeschrieben wird.
Bis zu den Bestimmungen des Edikts von Saint Cloud im Jahr 1804 wurde die Kirche auch zu einer der bevorzugten Begräbnisstätten der bedeutendsten Mailänder Familien, darunter die Familien Bascapé, Bodio, Brivio, d’Adda, Fagnani, Lattuada, Meda, Melzi, Porta, Recalcati, Simonetta und Zanardi sowie politische und militärische Persönlichkeiten der verschiedenen Epochen. Ab 1805 wurde die nahe gelegene Kirche San Francesco di Paola als Filiale angegliedert.

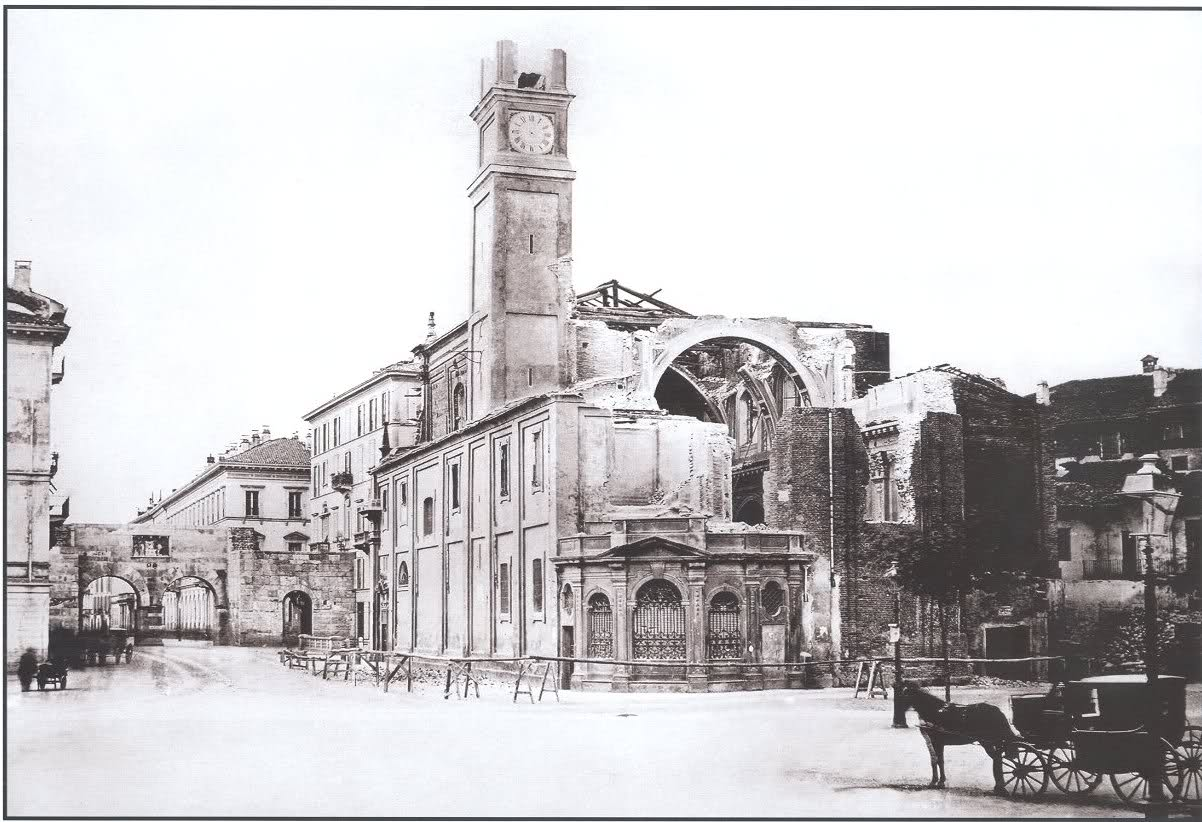
Der Abriss der Kirche im Jahr 1861

Die Kirche war 1848 die Hauptfigur einer Episode, die sich während des Fünf-Tage-Aufstands ereignete: Ein Trupp Soldaten unter der Führung von Leutnant Wolf brach die Tür auf der Suche nach einem Umstürzler auf und ging, nachdem er ihn nicht gefunden hatte, zum Haus des Pfarrers und ermordete ihn, nachdem dieser die Zusammenarbeit verweigert hatte. 
Um die Eröffnung der Via Principe Umberto, der heutigen Via Turati, zu ermöglichen, wurde beschlossen, die alte Kirche abzureißen und durch einen Neubau in der Via Moscova zu ersetzen, der ebenfalls dem Heiligen Bartholomäus gewidmet war. Alle Kunstwerke der Kirche wurden dorthin verlegt, darunter auch das neoklassizistische Grabdenkmal des Grafen Karl Joseph von Firmian.